# Adventus (cérémonie)
Pour les articles homonymes, voir Adventus.
L'adventus était une cérémonie qui se déroulait dans la Rome antique, au cours de laquelle l'Empereur ou un autre dignitaire était officiellement accueilli dans une ville. Le terme d'adventus est également utilisé pour désigner les représentations artistiques de cette cérémonie,. Cette cérémonie « est constituée de deux moments distincts dans l'iconographie, l'arrivée de l'empereur à cheval et l'empereur au milieu des représentants de la ville ».
La cérémonie célébrant le départ d'un empereur de la ville est la profectio.
Il est possible de trouver des cérémonies similaires à l'époque médiévale et à l'époque moderne telles que les entrées royales, elles peuvent d'ailleurs utiliser l'iconologie romaine de façon symbolique.